# Lee Hong-bin
Lee Hong-bin (hangul: 이홍빈; nascido em 29 de setembro de 1993),[carece de fontes?] mais frequentemente creditado na carreira musical apenas como Hongbin (hangul: 홍빈), é um ator, cantor e apresentador sul-coreano. Estreou como membro do grupo VIXX em maio de 2012 e permaneceu no grupo até agosto de 2020. Iniciou sua carreira de ator em 2014 no drama romântico da SBS Glorious Day como Yoo Ji-ho. Teve o papel principal na série de ação e fantasia da KBS2 Moorim School (2016), interpretando a personagem Wang Chi-ang.

## Carreira
Hongbin foi um dos dez trainees da Jellyfish Entertainment que participaram do reality show MyDOL da Mnet e foi escolhido para fazer parte da line-up final do grupo VIXX, que teve sua estreia com o lançamento da canção "Super Hero" em 24 de maio de 2012, com sua primeira apresentação televisiva no M! Countdown. Durante o MyDOL, Hongbin apareceu nos vídeos musicais das canção em "Let This Die" de Brian Joo e "Tease Me" de Seo In-guk. O vídeo musical "Tease Me" foi filmado junto com a atriz Son Eun-seo.
Em fevereiro de 2014, apareceu como dançarino de apoio no vídeo musical de "Peppermint Chocolate" interpretada por K.Will e Mamamoo com a participação de Wheesung. No mesmo ano, Hongbin apareceu em seu primeiro drama televisivo em um papel de apoio como Yoo Ji-ho em Glorious Day da SBS, indo ao ar de 25 de abril à 5 de outubro de 2014.
Em 3 de março de 2015, juntou-se a Jiyeon e Zhou Mi como apresentador do The Show da SBS MTV, indo ao ar até 13 de outubro do mesmo ano. Em setembro de 2015, foi escalado para seu primeiro papel principal como Wang Chi-ang no drama de ação e fantasia da KBS2 Moorim School, ao lado de Lee Hyun-woo, indo ao ar de janeiro a março de 2016. Em setembro de 2016, Hongbin foi escalado para a web série What’s Up With These Kids?, juntamente com N e Chanmi, estreando na Naver TV Cast em 16 de novembro do mesmo ano. Ainda em novembro de 2016, estrelou a décima primeira temporada do programa Celebrity Bromance ao lado de Gongchan, transmitido através do Naver TVCast, Naver V App, e o canal no YouTube da MBig TV.

## Filmografia

### Televisão
| Ano  | Título                       | Papel          | Notas           | Emissora |
| ---- | ---------------------------- | -------------- | --------------- | -------- |
| 2012 | MyDOL                        | Ele mesmo      | Competidor      | Mnet     |
| 2014 | Glorious Day                 | Yoo Ji-ho      | Recorrente      | SBS      |
| 2015 | The Show                     | Ele mesmo      | Apresentador    | SBS MTV  |
| 2016 | Moorim School                | Wang Chi-ang   | Papel Principal | KBS2     |
| 2017 | Wednesday 3:30 PM            | Yoon Jae-won   | Papel Principal | SBS Plus |
| 2018 | Witchs Love                  | Hwang Jae Wook | Papel Principal | MBN      |
| 2018 | The Smile Has Left Your Eyes | No Hee Joon    | Recorrente      | TVN      |

### Web
| Ano  | Título                     | Papel       | Notas     | Emissora      |
| ---- | -------------------------- | ----------- | --------- | ------------- |
| 2016 | Celebrity Bromance         | Ele mesmo   | Ep. 48–51 | MBig TV       |
| 2016 | What’s Up With These Kids? | Jin Si-hwan | Regular   | Naver TV Cast |

### Vídeos musicais
| Ano  | Canção                             | Artista                 |
| ---- | ---------------------------------- | ----------------------- |
| 2012 | "Let This Die" (Extended Eng Ver.) | Brian Joo               |
| 2012 | "Tease Me"                         | Seo In-guk              |
| 2014 | "Peppermint Chocolate"             | K.Will MAMAMOO Wheesung |

## Saída do VIXX
A informação foi divulgada pela gravadora do grupo, a Jellyfish Entertainment, no dia 8 de agosto de 2020. Segundo a empresa, o cantor teria manifestado interesse de deixar o grupo nesta sexta-feira. “Depois de discutir cuidadosamente o assunto com os integrantes do VIXX, iremos respeitar sua decisão e ficou decidido que ele irá sair do grupo”. A saída de Hongbin do VIXX aconteceu após o cantor fazer comentários polêmicos durante uma live, em fevereiro. O cantor bebia durante a live e reagiu a músicas de outros grupos de k-pop, como SHINee, Red Velvet, EXO e Infinite,
Após a live, Hongbin foi criticado por internautas e fez outra live para se desculpar. “Estão me falando para sair do grupo se for para ser assim. Eu acho que faz sentido. Se meu grupo me pedir para sair, eu saio. Por favor não critiquem meu grupo. Eu errei, não eles”, disse. Em seguida, Hongbin e a Jellyfish emitiram comunicados oficiais com desculpas pelo ocorrido.